# Бокел (Рендсбург)
Бокел (њем. Bokel) општина је у њемачкој савезној држави Шлезвиг-Холштајн. Једно је од 165 општинских средишта округа Рендсбург. Према процјени из 2010. у општини је живјело 669 становника. Посједује регионалну шифру (AGS) 1058021.

## Географски и демографски подаци
Бокел се налази у савезној држави Шлезвиг-Холштајн у округу Рендсбург. Општина се налази на надморској висини од 18 метара. Површина општине износи 15,3 km². У самом мјесту је, према процјени из 2010. године, живјело 669 становника. Просјечна густина становништва износи 44 становника/km².